# 艾伯森鎮區 (北卡羅萊納州杜普林縣)
艾伯森鎮區（英語：Albertson Township）是位於美國北卡羅萊納州杜普林縣的一個鎮區。

## 地方資料
艾伯森鎮區的面積為98.93平方千米，皆為陸地。根據2020年美國人口普查的數據，當地共有人口2776人，而人口密度為每平方千米28.06人。